# Jelena Krmpotić-Nemanić
Jelena Krmpotić-Nemanić, hrvaška zdravnica, pedagoginja in akademikinja, * 15. marec 1921, Sremska Mitrovica, † 2. junij 2008, Zagreb.
Krmpotić-Nemanić, anatomka in otorinolaringologinja, je bila profesorica na Medicinski fakulteti v Zagrebu; od 1991 je bila redna članica Hrvaške akademije znanosti in umetnosti in Akademije za medicinske znanosti Hrvaške. Leta 2000 ji je zagrebška univerza podelila naziv professor emeritus.